# União Desportiva Alagoana
União Desportiva Alagoana é uma agremiação esportiva da cidade de Maceió, capital do estado de Alagoas, fundada em 2010. Suas cores são o laranja, branco e preto. Participa pela segunda vez da Copa do Brasil de Futebol Feminino e manda seus jogos no Estádio Rei Pelé.

## História
O clube é o maior formador de atletas no estado, possibilitando jovens a se revelarem em competições nacionais e conseguirem dignas convocações para as categorias de base da Seleção Brasileira. Possuindo diversos títulos ao longo da história, possui uma chegada até as Oitavas de Finais da Copa do Brasil 2014 de Futebol Feminino como um dos maiores ápices da equipe. É o melhor clube alagoano e entre os 7 melhores do nordeste no ranking feminino da confederação brasileira de futebol. Em 2016 tem como torneios importantes a Copa do Brasil de Futebol Feminino, Copa do Nordeste de Futebol Feminino e Campeonato Alagoano de Futebol.